# VSV EC
VSV EC (nemško: Villacher Sport Verein Eishockey Club) je avstrijski hokejski klub, ki igra v Ligi EBEL. Domače tekme igrajo v Beljaku v Avstriji. Njihova dvorana se imenuje Stadthalle.